# 吉川夫人 (尼子経久室)
吉川夫人（きっかわふじん、生没年不詳）は、戦国時代の女性。安芸国の国人・吉川経基の長女で、出雲国の戦国大名・尼子経久の正室。「吉川夫人」は後世の呼び名であり、実名は不明。法名は「玉保慶受大姉」。
兄弟姉妹として、兄に吉川国経、弟に吉川四郎、石経守、国衙光経、江田経純、筏経法、妹に笠間刑部少輔室、小河内清信室、綿貫忠澄室、多賀某室、三須清成室、波根泰次室、気比大宮司某室、万里小路賢房室がいる。

## 生涯
安芸国・石見国に勢力を張る吉川氏の当主・吉川経基の長女として生まれる。
応仁元年（1467年）から始まる応仁の乱で尼子経久と共に細川勝元方で戦った吉川経基は尼子経久の才を見込んで、長女の吉川夫人を経久の正室として嫁がせた。一説には、尼子と吉川が争わないようにする為と言われている。
文明18年（1486年）、夫の尼子経久が主家である京極氏の家臣・塩冶掃部介の居城であった月山富田城を奪い取り、京極氏から独立した。
戦国時代の吉川氏が、尼子氏と大内氏の間で揺れる中で、多くの場合に尼子氏に味方する等、この吉川氏と尼子氏の政略結婚は後々まで影響を及ぼした。

## 子孫
吉川夫人は結婚後、尼子政久・国久・塩冶興久等の子を儲けた。

## 関連作品
- 『毛利元就』（1997年、NHK大河ドラマ、演：高畑淳子） - 役名は「萩の方」。